# Лоддер, Кристина
Кристи́на Ло́ддер (англ. Christina Lodder) — британский искусствовед, историк искусства. Исследовательница русского авангарда, специалист по конструктивизму. Вице-президент Общества Малевича (The Malevich Society).

## Биография
Профессор истории искусства в Университете Святого Эндрюса (Шотландия).
Автор монографии «Русский конструктивизм» (1983), каталога-резоне Наума Габо (1985, совместно с Колином Сандерсоном), книг «Конструируя современность: творческая карьера Наума Габо» и «Габо про Габо: тексты и интервью» (2000) — обе в соавторстве с мужем Мартином Хаммером.
Автор большого числа статей о русском авангарде и конструктивизме в России и Западной Европе.
Последняя книга — «Конструктивизм в русском искусстве» (2005).
Вице-президент Общества Малевича (The Malevich Society).

### Семья
- Муж — Мартин Хаммер, искусствовед.